# Kulturagentur des Landesverbandes Lippe
Die Kulturagentur des Landesverbandes Lippe ist aus dem 1971 gegründeten Institut für Lippische Landeskunde hervorgegangen. Die Kernaufgabe der Kulturagentur ist es, regionale Strukturen zukunftsfähig zu gestalten, indem die kulturelle Infrastruktur verbessert, die sparten- und ortsübergreifenden Kooperationen verstärkt, junge Menschen zu kulturellem Engagement ermutigt, Kulturschaffende anerkannt und kulturelle Werte vermittelt werden, um Lippe als attraktiven Standort und Lebensraum zu erhalten und fortzuentwickeln.
Die Kulturagentur des Landesverbandes Lippe ist auf dem Gebiet der Kulturdienstleistung tätig. Die Aufgaben bestehen im Vermitteln und Fördern von Kultur und Kulturschaffenden, im Fördern des Verständnisses von Kunst und Kultur, beispielsweise mit der Durchführung von Symposien, Vorträgen etc. zu aktuellen Fragestellungen aus den Bereichen Kunst und Kultur. Dazu gehört auch die Förderung von Kulturschaffenden insbesondere aus den Bereichen der Bildenden Kunst und der Musik durch Vermitteln von Ausstellungen und Auftritten auch über die Region hinaus, die Durchführung von Künstlerevents und Aktionen, das Herstellen von Druckschriften, Künstlerkatalogen und Werbeschriften sowie das Einrichten und Betreuen von Webseiten für Kulturschaffende.
Die Agentur engagiert sich ebenso in der Entwicklung, Fortschreibung und Unterstützung von kulturellen Bildungsangeboten, insbesondere für Kinder und Jugendliche, in Zusammenarbeit mit Schulen und anderen Bildungsträgern, sowie der Unterstützung von kulturellen Kooperationen und Vernetzungen von kulturellen Aktivitäten in der Region.
Eine besondere Dienstleistung besteht in der Einrichtung und Pflege einer Kulturdatenbank für die Region.

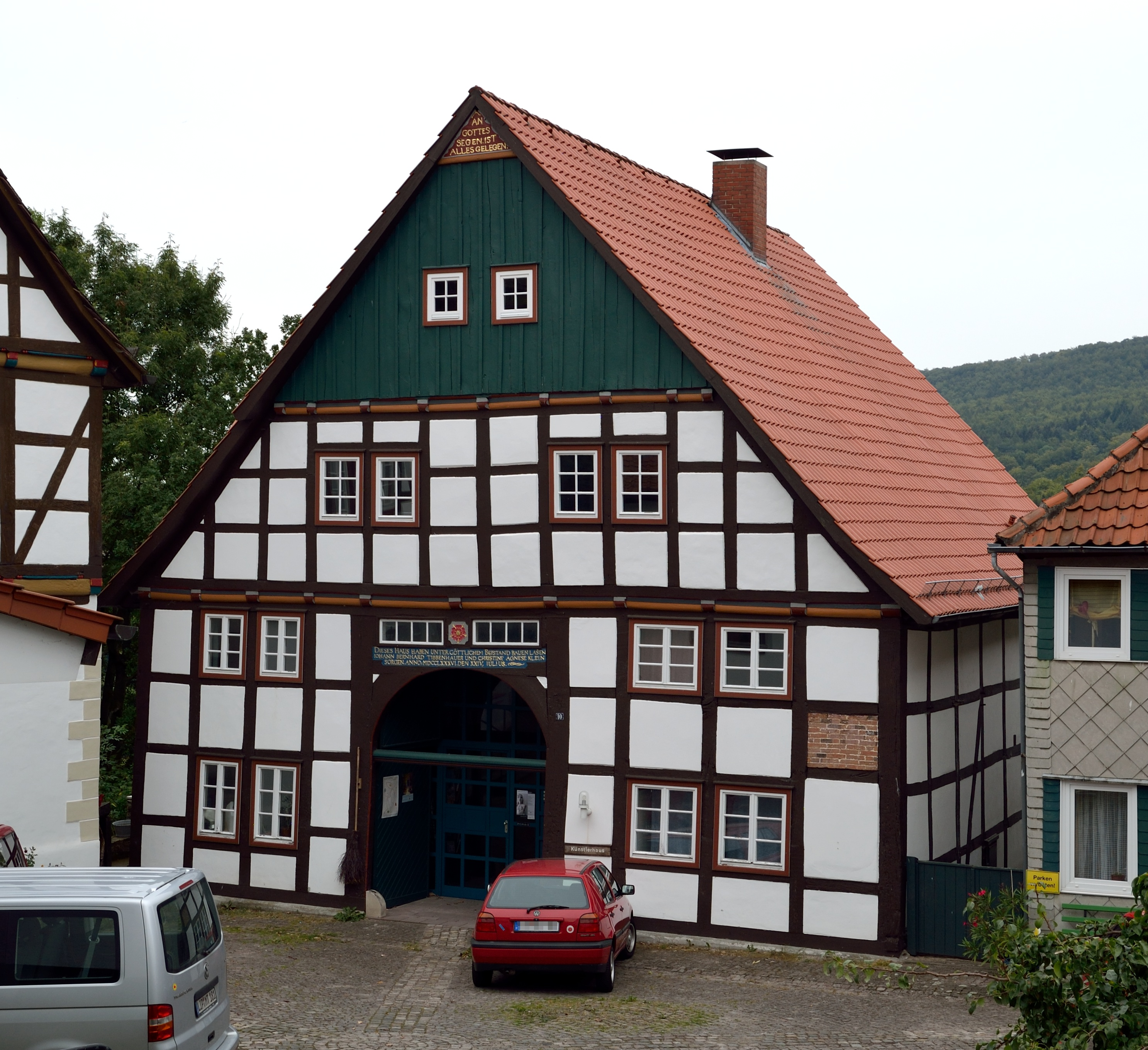
Künstlerhaus in Schwalenberg

## Kulturpreis
Die Kulturagentur organisiert die Vergabe des Kulturpreises des Landesverbandes Lippe. Der Kulturpreis wurde 1974 anlässlich des 25-jährigen Jubiläums des Landesverbandes erstmals ausgelobt. Alle drei Jahre wird ein Hauptpreis, ein Jugendpreis und ein Förderpreis vergeben.
Die Preisträger des Hauptpreises sind bisher:
- 1974: Wilhelm Maler, Gründer der Musikakademie Detmold
- 1977: Gerhard Peters, Kulturkritiker
- 1980: Walther Schmidt, Kantor
- 1983: Hans Jähne, Bildhauer
- 1986: Emil Schulz-Sorau, Maler
- 1989: Franz Wirtz, Chefdramaturg
- 1992: Irmela Wendt, Schriftstellerin
- 1995: Alexander Wagner, Kantor
- 1998: Sybille Dotti, Malerin und Grafikerin
- 2001: Wilhelm G. Niemöller, Maler und Zeichner
- 2004: Gisela Burkamp, Kunstkritikerin
- 2007: Lippischer Künstlerbund
- 2010: Jobst-Hermann Koch

## Schwalenberg-Stipendium
Der Landesverband Lippe – Kulturagentur – vergibt jährlich Stipendien für bildende Künstler in der Malerstadt Schwalenberg. Das Stipendium umfasst eine Vergütung sowie ein mietfreies Appartement im Künstlerhaus Schwalenberg.